# ОШ „Јован Јовановић Змај” Србац
ОШ „Јован Јовановић Змај” једна је од основних школа у Српцу. Налази се у улици Моме Видовића 14. Име је добила по Јовану Јовановићу Змају, једном од највећих лиричара српског романтизма, лекару и првом потпредседнику Српске књижевне задруге.

## Историјат
Основна школа „Јован Јовановић Змај” је основана Одлуком о оснивању Редовне основне школе 24. априла 1991. године. Уписана је у мрежу школа 11. јуна 2010. године. Састоји се од једне централне деветоразредне школе, две подручне деветоразредне школе (Кобаш и Ножичко), четири подручна петоразредна одељења (Каоци, Повелич, Нова Вес и Стари Мартинац) и посебног одељења за рад са децом са посебним потребама у централној школи Србац.
Године 2020. директорка школе Мануела Рађевић Јокић и психолог Ведрана Савановић су у згради Владе Републике Српске примиле плакету и захвалницу од министарке Наталије Тривић за допринос остварености програмских резултата Рефералног механизма подршке деци у школама Републике Српске у протекле три године, у оквиру пројекта „Брига о деци — заједничка одговорност и обавеза”.

## Продужени боравак
Продужени боравак је организован за ученике од првог до трећег разреда, рад се реализује у две смене. Обухвата исхрану ученика, помоћ у учењу и израду домаћег задатка, вежбање садржаја из редовне наставе и организовање слободне активности. Број ученика који користе продужени боравак износи осамдесет, а подељени су у три групе са којима раде четири водитеља васпитача. На располагању су им две учионице које су у потпуности опремљене намештајем прилагођеним потребама ученика, ормарима, полицама, разноврсном аудио–визуелном опремом. У сарадњи са родитељима ученика, водитељи на месечном нивоу обнављају играчке, дидактички материјал, врше набавку осталог потребног материјала за свакодневни рад, несметано функционисање и реализацију свакодневних активности.

## Догађаји
Традиционално организују поделу пакета ученицима посебног одељења из Српца и првацима у подручним школама у Каоцима и Ножичком. Догађаји основне школе „Јован Јовановић Змај”:
- Светосавска академија[5]
- Никољдан[4]
- Манифестација „100 дана ђака првака”[6]
- Дечија недеља[7]
- Змајеви дани[8]
- Дан дечије радости[9]
- Дан деветака[10]
- Дан заљубљених[11]
- Дан планете Земље[12]
- Дан српског јединства, слободе и националне заставе[13]
- Светски дан јабука[14]
- Светски дан хране[15]
- Светски дан учитељa[16]
- Светски дан породице[17]
- Светски дан детета[18]
- Светски дан вода[19]
- Светски дан ластавица[20]
- Светски дан поште[21]
- Светски дан књиге и ауторских права[22]
- Међународни дан жена[23]
- Међународни дан људских права[24]
- Међународни дан матерњег језика[25]
- Међународни дан толеранције[26]
- Међународни дан болесника[27]
- Међународни дан борбе против сиде[28]
- Европски дан језика[29]
- Сајам књиге у Бања Луци[30]